# Siam Commercial Bank
The Siam Commercial Bank Public Company Limited (kurz: SCB; thailändisch ธนาคารไทยพาณิชย์, RTGS Thanakan Thai Phanit, „Thailändische Handelsbank“) ist die älteste Geschäftsbank in Thailand und eines der größten Kreditinstitute des Landes. Sie wurde im Jahre 1906 auf Betreiben des Prinzen Mahisara Rajaharudaya (Thai: พระองค์เจ้าไชยันตมงคล กรมหมื่นมหิศรราชหฤทัย - Phra-ongchao Chaiyantamongkhon Krommamuen Mahison Ratchaharuethai) mit Erlaubnis seines Bruders, des Königs Chulalongkorn (Rama V.), in Thailand gegründet.

## Allgemeines
Sie ist die zweitgrößte Bank in Thailand, nach Marktkapitalisierung die größte. Auch ihr Filialnetz ist mit mehr als 1.019 Zweigstellen und 8.006 Geldautomaten das größte Thailands (Stand 31. Dezember 2010).
Größter Anteilseigner ist der thailändische König Maha Vajiralongkorn mit 23,53 % (Stand: März 2020).
Vorsitzender des Board of Directors (Verwaltungsrat) ist Vichit Suraphongchai. Hauptgeschäftsführer (CEO, Vorsitzender des Executive Committee) ist Arthid Nanthawithaya.